# Алёшин, Владислав Иванович
Владислав Иванович Алёшин — советский деятель государственной безопасности, генерал-майор.

## Биография
Родился в 1923 году в селе Дергачи. Член КПСС с 1943 года.
Участник Великой Отечественной войны, командир взвода, командир батареи 293-го гаубичного артиллерийского полка РГК. После демобилизации — студент географического факультета ТуркмГУ. С 1951 года — на хозяйственной, общественной и политической работе. В 1951—1985 гг. — преподаватель Ашхабадской офицерской школы МВД, инспектор Тюремного отдела, оперуполномоченный Отдела кадров МВД Туркменской ССР, старший оперуполномоченный 2-го отдела, начальник отделения, старший оперуполномоченный, заместитель начальника, начальник 1-го отдела КГБ при СМ Туркменской ССР, заместитель начальника, начальник УКГБ по Кемеровской области, начальник УКГБ по Ставропольскому краю.
Делегат XXIV, XXV и XXVI съездов КПСС.
Умер в Ставрополе в 1985 году.